# Pelorotelus coerulens
Pelorotelus coerulens är en stekelart som beskrevs av William Harris Ashmead 1904. Pelorotelus coerulens ingår i släktet Pelorotelus och familjen finglanssteklar. Inga underarter finns listade i Catalogue of Life.